# HMS Dragon (D46)
Pour les autres navires du même nom, voir HMS Dragon.
Le HMS Dragon est un croiseur léger de classe Danae construit pour la Royal Navy à la fin des années 1910. En 1943, le croiseur est prêté à la Marine polonaise et devient ORP Dragon. Il est endommagé en juillet 1944 et sabordé afin de servir de brise-lames au large des plages de la Normandie.

## Historique

### Entre-deux-guerres
Ses premières missions sont consacrées à des patrouilles en mer du Nord avant de participer au conflit entre les Russes blancs et les Russes rouges d’octobre à novembre 1918, en compagnie de ses sister-ships Nubian et Dauntless. Le 9 novembre 1918, il transporte le prince de Galles (le futur roi Édouard VIII) au Canada en août 1919 pour une tournée royale. Prenant part à la guerre civile russe en octobre et novembre 1919, il est touché le 17 octobre par trois obus tirés d'une batterie côtière alors qu'il participait à des opérations contre les forces allemandes attaquant Riga, faisant neuf morts et cinq blessés.
À partir de 1920, il faisait partie du First Light Cruiser Squadron de l'Atlantic Fleet ; s'ensuit une période de réserve et diverses modifications dans les années 1920. En 1924, il effectue une variété de tâches à travers le monde avec une Task Force composée notamment des HMS Hood, Repulse, Delhi, Danae et Dauntless.
En 1934, il fut impliqué dans une collision avec un navire dans le port de Montréal, au Québec. Fin octobre 1936, le Dragon tenta plusieurs fois de remorquer le paquebot de croisière espagnol Cristobal Colon ayant heurté un récif au nord des Bermudes. Remis en service avec un équipage de réserve le 16 juillet 1937, il sert auprès du HMS Cardiff avant de rejoindre la Reserve Fleet en 1938-1939 à Nore.

### Seconde Guerre mondiale
Au début de la Seconde Guerre mondiale, le Dragon sert dans 7e escadre de croiseurs où il opère contre les U-boots allemands patrouillant près des Shetlands. En novembre 1939, il fait partie de la flottille traquant l'Admiral Graf Spee dans l'Atlantique Nord. De retour dans les eaux britanniques en 1940, il capture le destroyer français vichyste Touareg en septembre, participant ensuite à l'opération Menace. En 1941, le Dragon escorte des convois à travers l'Atlantique puis, vers la fin de l'année, rejoint le théâtre asiatique où il reprend ses missions d'escorte. Vers la fin de l'année 1942, le croiseur retourne à Liverpool où son armement est une nouvelle fois modifié.
Le 15 janvier 1943, le navire est vendu au gouvernement polonais et renommé par la Marine polonaise ORP Dragon. Il subit des nouvelles modifications, notamment concernant ses radars et ses canons. Les modifications s'achèvent en août 1943.
Son action la plus importante se déroule lors du débarquement allié en Normandie le 6 juin 1944. Il bombarde les batteries allemandes avant de battre en retraite face aux tirs ennemis. Dans les jours qui suivent le débarquement, il appuie avec son sister-ship Danae les troupes anglo-canadiennes dans la région au nord de Caen. Après un réapprovisionnement à Portsmouth, il retourne sur la côte française pour bombarder les positions ennemies avant de servir d'escorte du cuirassé HMS Nelson. Lors d'une mission au large de Caen en juillet 1944, il est endommagé par une torpille humaine Neger tuant une vingtaine de membres d'équipage à la suite de l'explosion de l'un de ses magasins. Afin d'éviter qu'il ne coule, le navire s'échoue en eaux peu profondes et attend la marée descendante. Après avoir pompé l'eau de la salle des machines inondée, on a découvert que la coque était percée sur deux sections et que le trou faisait environ 5 mètres sur 15 mètres. Le 10 juillet, 17 de ses officiers et 320 hommes sont transportés par l'USS LST-494 jusqu'en Angleterre. La semaine suivante, son armement est démonté puis le navire est remorqué jusqu'à Mulberry "B", où il est sabordé le 20 juillet afin de former un brise-lames artificiel près de Courseulles.